# Zelena Glava
Zelena Glava är en bergstopp i Bosnien och Hercegovina.   Den ligger i entiteten Federationen Bosnien och Hercegovina, i den södra delen av landet, 50 km sydväst om huvudstaden Sarajevo. Toppen på Zelena Glava är 2 069 meter över havet.
Terrängen runt Zelena Glava är bergig åt nordväst, men åt sydost är den kuperad. Zelena Glava är den högsta punkten i trakten. Närmaste större samhälle är Konjic, 12,2 km norr om Zelena Glava. 
Omgivningarna runt Zelena Glava är en mosaik av jordbruksmark och naturlig växtlighet. Runt Zelena Glava är det ganska tätbefolkat, med 93 invånare per kvadratkilometer.